# Nummertjesapparaat

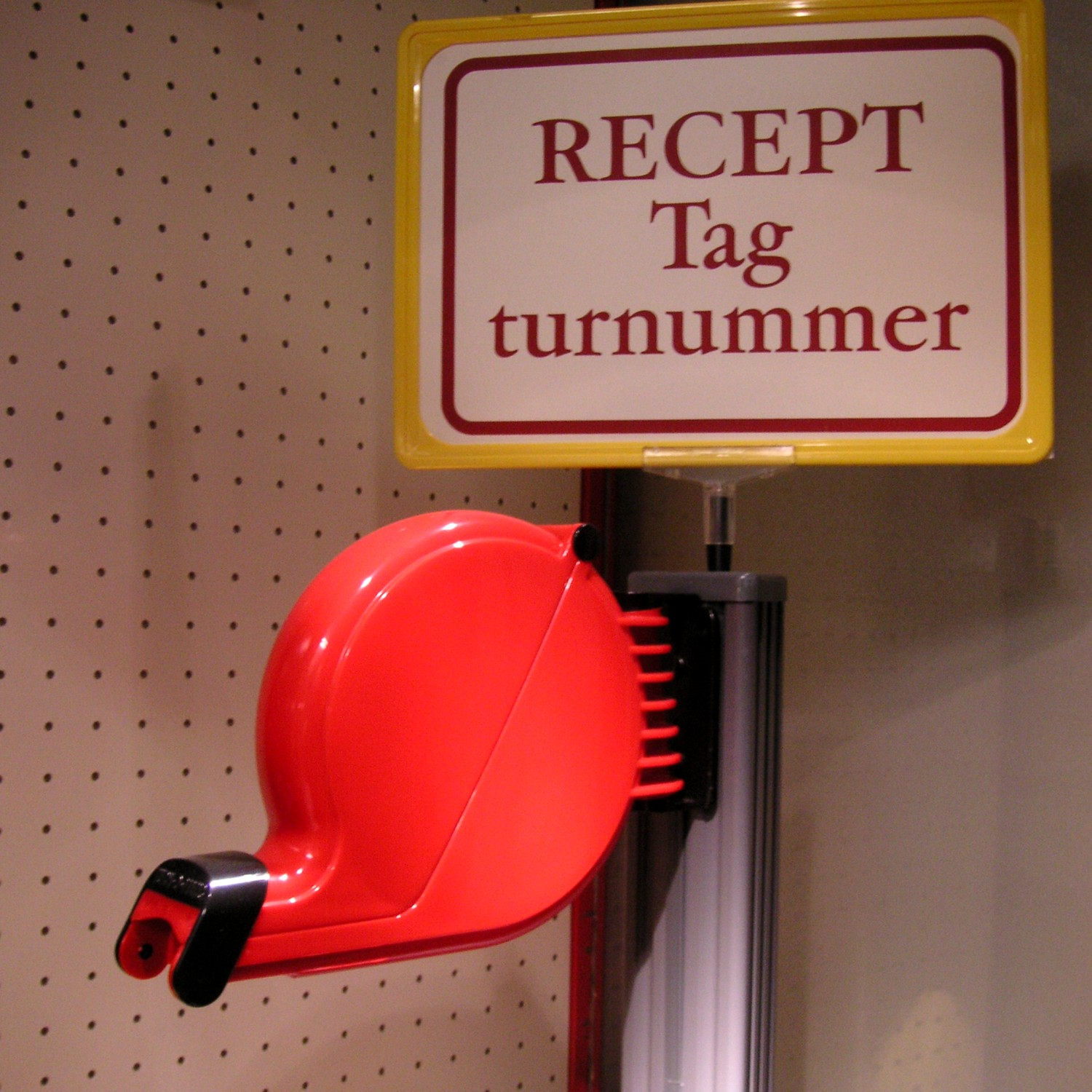
Nummertjesapparaat in Zweden

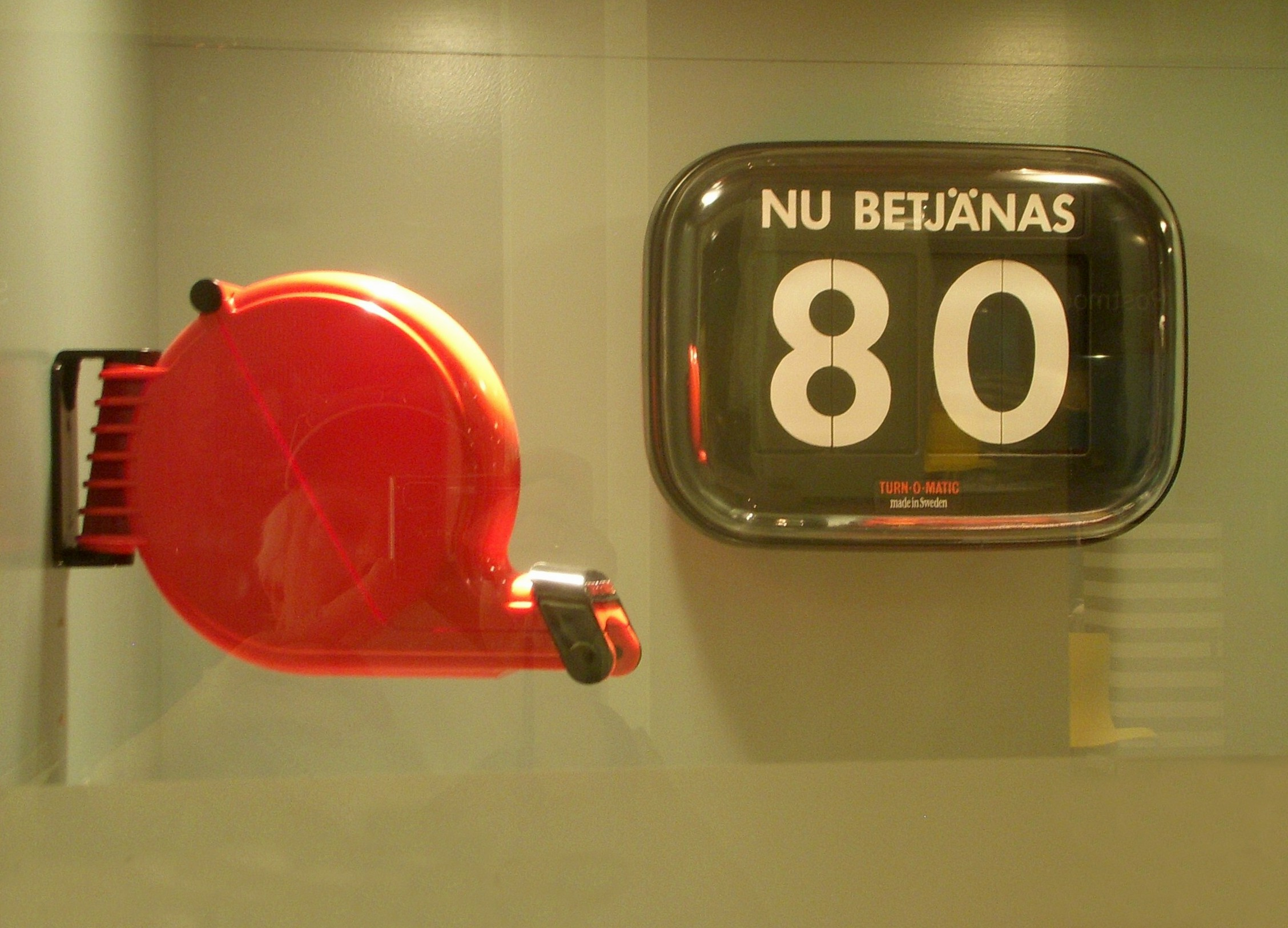
Het elektronische display geeft aan dat nummer 80 aan de beurt is

Een nummertjesapparaat is een apparaat dat voorzien is van één of meer rollen met volgnummers die getrokken dienen te worden door personen die geholpen willen worden in bijvoorbeeld een winkel of in de wachtkamer van een dienstverlenende instantie, bijvoorbeeld in een gemeentehuis.
Meestal wordt het trekken van volgnummers vooral toegepast bij drukke winkels om te voorkomen dat het winkelpersoneel, maar ook de klanten, moeten onthouden wie er als eerste aan de beurt is. Vaak lopen de nummers van 1 tot en met 99 met een letter ervoor. Na het nummer A99 volgt dan B01 enzovoort. Soms wordt ook gebruikgemaakt van driecijferige nummers. 
Wanneer er weinig klanten in de winkel aanwezig zijn, wordt het apparaat soms niet gebruikt.
Bij grotere instanties werkt men tegenwoordig vaak met verschillende categorieën waarvoor men per gewenste dienst een ander soort nummertje dient te trekken. Bij deze instanties trekt men tegenwoordig meestal geen nummer meer maar drukt men op de gewenste knop van de te leveren dienst, waarna het nummer door het apparaat wordt uitgeworpen. Dit in tegenstelling tot de klassieke apparaten waarbij men het nummertje zelf van de rol trekt en de nummers meestal door een peervormige afscheurnaad met elkaar verbonden zijn.
Meestal wordt door een druk op de knop door de loketmedewerker het volgende nummer afgeroepen, tegenwoordig meestal met een elektronisch display en een zoemer waarop de letter en het nummer worden getoond en naar welk loket men dient te gaan. Ook kan de instantie aan de hand van de getrokken nummertjes bepalen hoeveel loketmedewerkers moeten worden ingezet.
Vroeger kwam het ook voor dat het nummertje niet door een apparaat werd afgegeven maar handmatig door een medewerker.